# Puli Hisar (huyện)
Puli Hisar là một huyện thuộc tỉnh Baghlan, Afghanistan. Dân số thời điểm năm 1999 là -24,2 người.

## Khí hậu
| Dữ liệu khí hậu của Puli Hisar                                                  | Dữ liệu khí hậu của Puli Hisar | Dữ liệu khí hậu của Puli Hisar | Dữ liệu khí hậu của Puli Hisar | Dữ liệu khí hậu của Puli Hisar | Dữ liệu khí hậu của Puli Hisar | Dữ liệu khí hậu của Puli Hisar | Dữ liệu khí hậu của Puli Hisar | Dữ liệu khí hậu của Puli Hisar | Dữ liệu khí hậu của Puli Hisar | Dữ liệu khí hậu của Puli Hisar | Dữ liệu khí hậu của Puli Hisar | Dữ liệu khí hậu của Puli Hisar | Dữ liệu khí hậu của Puli Hisar |
| Tháng                                                                           | 1                              | 2                              | 3                              | 4                              | 5                              | 6                              | 7                              | 8                              | 9                              | 10                             | 11                             | 12                             | Năm                            |
| ------------------------------------------------------------------------------- | ------------------------------ | ------------------------------ | ------------------------------ | ------------------------------ | ------------------------------ | ------------------------------ | ------------------------------ | ------------------------------ | ------------------------------ | ------------------------------ | ------------------------------ | ------------------------------ | ------------------------------ |
| Trung bình ngày tối đa °F (°C)                                                  | 36 (2)                         | 37 (3)                         | 48 (9)                         | 59 (15)                        | 70 (21)                        | 77 (25)                        | 82 (28)                        | 81 (27)                        | 73 (23)                        | 63 (17)                        | 50 (10)                        | 41 (5)                         | 60 (15)                        |
| Tối thiểu trung bình ngày °F (°C)                                               | 21 (−6)                        | 23 (−5)                        | 36 (2)                         | 48 (9)                         | 57 (14)                        | 63 (17)                        | 68 (20)                        | 64 (18)                        | 59 (15)                        | 48 (9)                         | 36 (2)                         | 25 (−4)                        | 46 (8)                         |
| Lượng Giáng thủy trung bình inches (mm)                                         | 1.2 (31)                       | 3.1 (79)                       | 1.7 (42)                       | 2.4 (60)                       | 1.9 (47)                       | 0.6 (15)                       | 0.1 (2)                        | 0.1 (2)                        | 0.1 (3)                        | 0.3 (8)                        | 0.9 (23)                       | 0.6 (14)                       | 13 (326)                       |
| Nguồn: https://www.besttimetovisit.co.in/afghanistan/pul-e-hisar-96005/january/ |                                |                                |                                |                                |                                |                                |                                |                                |                                |                                |                                |                                |                                |

## Kinh tế
Puli Hisar là một trong những huyện trồng cây anh túc chính của Baghlan.